# 1907
| 1907                                                                     |
| ------------------------------------------------------------------------ |
| Dødsfald - Fødsler                                                       |
| • Begivenheder • Film • Litteratur • Musik • Politik • Sport • Videnskab |

| Gregoriansk kalender | 1907 MCMVII             |
| Ab urbe condita      | 2660                    |
| Armensk kalender     | 1356 ԹՎ ՌՅԾԶ            |
| Kinesiske kalender   | 4603 – 4604 丙午 – 丁未 |
| Etiopisk kalender    | 1899 – 1900             |
| Jødisk kalender      | 5667 – 5668             |
| Hindukalendere       |                         |
| - Vikram Samvat      | 1962 – 1963             |
| - Shaka Samvat       | 1829 – 1830             |
| - Kali Yuga          | 5008 – 5009             |
| Iransk kalender      | 1285 – 1286             |
| Islamisk kalender    | 1325 – 1326             |

Konge i Danmark: Frederik 8. 1906-1912
Se også 1907 (tal)

## Begivenheder

### Udateret
- Spejderbevægelsen starter i England

### Januar
- 1. januar – Theodore Roosevelt sætter håndtryksrekord for statschefer ved at trykke 8.513 mennesker i hånden ved nytårsmodtagelsen i Det Hvide Hus.
- 11. januar – Optant-konventionen mellem Danmark og Tyskland blev indgået.
- 25. januar – Tyskland afholder sit 12. parlamentsvalg siden rigsgrundlæggelsen

### Maj
- 4. maj – Loven om indførelse af metersystemet i Danmark vedtages

### Juni
- 14. juni - de norske kvinder får valgret

### August
- 3. august - i Portugal erklæres søndag for hviledag ved kongeligt dekret

### September
- 10. september - New Zealand, som hidtil har været en britisk koloni, får status som selvstyrende dominion

### Oktober
- 18. oktober - fredskongres i Haag afsluttes med fastlæggelse af regler for søkrig samt forbedrede regler for landkrig

### November
- 16. november – Oklahoma bliver optaget som USA's 46. stat.
- 28. november – Congo, der er kong Leopold 2. af Belgiens private ejendom får status af belgisk koloni. I traktaten garanteres Frankrig forkøbsret, i tilfælde af salg

### December
- 15. december - Verdens hidtil eneste 7-mastede skonnert forliser i Den engelske Kanal. Det 114,4 meter lange Thomas W. Lawson var bygget i Massachusetts, USA i 1902

## Født
- 3. januar – Harald Jørgensen, dansk historiker og tidligere landsarkivar på landsarkivet for Sjælland (død 2009).
- 5. januar – Karl Bovin, dansk maler (død 1985).
- 4. februar – Inga Schultz, dansk skuespiller (død 1990).
- 9. februar – Paul Neergaard, dansk agronom og frøpatolog (død 1987).
- 2. april – Ellen Malberg, dansk skuespiller (død 1983).
- 16. april - Jesse Mortensen, amerikansk atlet, basketballspiller og amerikansk fodboldspiller (død 1962).
- 21. april – Wade Mainer, amerikansk sanger og banjospiller (død 2011).
- 28. april – Olaf Ussing, dansk skuespiller (død 1990).
- 7. maj – Knud Wold, dansk direktør og grosserer (død 1992).
- 12. maj – Katharine Hepburn, amerikansk skuespillerinde (død 2003).
- 22. maj – Hergé, belgisk tegneserieforfatter (død 1983).
- 22. maj – Laurence Olivier, engelsk skuespiller, instruktør og manuskriptforfatter (død 1989).
- 25. maj – Lilian Ellis, dansk skuespiller og danser (død 1951).
- 19. juni – Stig Lommer, dansk teaterdirektør (død 1976).
- 28. juni – Emily Perry, engelsk skuespillerinde (død 2008).
- 16. juli - Christian Brochorst, dansk skuespiller (død 1967).
- 16. juli – Barbara Stanwyck, amerikansk skuespillerinde (død 1990).
- 18. august - Ragnhild Andersen, dansk politiker (død 1990).
- 24. august – Bruno Giacometti, schweizisk arkitekt (død 2012).
- 23. september – Jens Enevoldsen, dansk skakspiller (død 1980).
- 30. september – F.J. Billeskov Jansen, dansk forfatter og litteraturhistoriker (død 2002).
- 15. oktober - Varian Fry, amerikansk journalist (død 1967).
- 2. november – Helmut Pfeiffer, tysk jurist og SS-officer (død 1945).
- 4. november – Draga Matkovic, tysk koncertpianist.
- 4. november – Henry Heerup, dansk billedkunstner (død 1993).
- 6. november – Regin Prenter, dansk præst og teolog (død 1990).
- 14. november – Astrid Lindgren, svensk forfatter (død 2002).
- 18. november – Compay Segundo, cubansk musiker og sangskriver (død 2003).
- 21. november – Flemming B. Muus, dansk forfatter og modstandsmand (død 1982).
- 23. november – Run Run Shaw, kinesisk mediemagnat (død 2014).
- 30. november – Jacques Barzun, kulturhistoriker (død 2012).
- 15. december – Oscar Niemeyer, brasiliansk arkitekt (død 2012).
- 25. december – Hans Hækkerup, dansk politiker (død 1974).

## Dødsfald
- 24. januar – Vilhelm Dahlerup, dansk arkitekt (født 1836).
- 11. februar – Christen Dalsgaard, dansk maler (født 1824).
- 17. februar – Axel Helsted, dansk maler (født 1847).
- 14. juli – Hans Jessen, dansk chokoladefabrikant (født 1851).
- 4. september – Edvard Grieg, norsk komponist (født 1843).
- 3. oktober – Wilhelm Bähncke, dansk sennepsfabrikant og grundlægger (født 1832).
- 10. november - Alexander Zick, tysk historie-, portræt- og genremaler (født 1845).
- 14. november - A.F. van Mehren, dansk orientalist (født 1822).
- 15. november – Niels Peter Høeg Hagen, dansk premierløjtnant og kartograf (født 1877).
- ca. 25. november – Ludvig Mylius-Erichsen, dansk polarforsker. Dødsdatoen er uvis, da han døde under Danmark Ekspeditionen (født 1872).
- november/december – Jørgen Brønlund, grønlandsk polarforsker (født 1877). Som ovenstående.
- 5. december – Wenzel Ulrik Tornøe, dansk maler (født 1844).
- 8. december – Oscar 2. af Sverige, konge af Sverige og Norge [indtil 1905] (født 1829).

## Nobelprisen
- Fysik – Albert Abraham Michelson
- Kemi – Eduard Buchner
- Medicin – Charles Louis Alphonse Laveran
- Litteratur – Rudyard Kipling
- Fred – Ernesto Teodoro Moneta (Italien), præsident for Lombard League of Peace. : Louis Renault (Frankrig), professor i international jura.

## Film
- Løvejagten
- Den hvide slavinde – instrueret af Viggo Larsen

## Opførte bygninger
- Korsør Biograf Teater